# Evergestis vagabundalis
Evergestis vagabundalis là một loài bướm đêm trong họ Crambidae.